# Noche, noche
Noche, noche fue un programa español de televisión, emitido por Antena 3 en 1993. El espacio estaba dirigido y presentado por Emilio Aragón, procedente de Telecinco, y que había sido contratado por Antena 3 por un importe de dos mil millones de pesetas, el mayor en la historia de la televisión en España hasta la fecha.

## Formato
El espacio responde a la fórmula de magazine, aunque con especial énfasis en las dotes artísticas de su presentador y director, que protagonizaba sketches cómicos y actuaciones musicales.

### Secciones
- El rincón de Fernando Romay, en el que se realizaba un análisis de la actualidad deportiva.
- Guía de conducta social, con consejos, en clave de humor, sobre formas de comportamiento social.
- La vida del famoso, entrevista a personajes populares sobre sus recuerdos de infancia.
- La serenata, consistente a rondar a mujeres famosas.
- El juego de las película, los espectadores deben adivinar el título de una película, representado en mímica por invitados del programa.[2]

## Colaboradores
Junto a Emilio Aragón trabajaron en el programa:
- Toni Albá
- Elsa Anka
- Luisa Martín
- Fernando Romay
- Belén Rueda
- Maribel Sanz
- Las gemelas mexicanas Ivonne e Ivette

## Audiencias
En su estreno, el programa obtuvo el seguimiento de 2.047.000 espectadores, lo que equivale al 12,7% de cuota de pantalla. La audiencia continuó disminuyendo, y la emisión del día 7 de marzo, congregó únicamente al 11'8% de la audiencia, lo que precipitó, en primer lugar, una reducción en la duración del programa y, desde el 12 de marzo, su cambio de día de emisión (de domingo a lunes), la incorporación de Belén Rueda y Maribel Sanz a las labores de presentación y la emisión en directo.
El 29 de marzo alcanzaba el 13'6 de share y el 25 de abril el 15'2%. El programa se despidió finalmente el 10 de julio.